# Merla roquera de l'Ambre
La merla roquera de l'Ambre (Monticola erythronotus; syn: Monticola sharpei erythronotus) és un tàxon d'ocell de la família dels muscicàpids (Muscicapidae). És endèmic de les muntanya Ambre, al nord de l'illa de Madagascar. El seu hàbitat natural està restringit als boscos humits i perennes d'altitud mitjana i de muntanya. El seu estat de conservació es considera en perill d'extinció.

## Taxonomia
Segons el Handook of the Birds of the World i la quarta versió de la BirdLife International Checklist of the birds of the world (Desembre 2019), aquest tàxon tindria la categoria d'espècie. Tanmateix, altres obres taxonòmiques, com la llista mundial d'ocells del Congrés Ornitològic Internacional (versió 12.1, gener 2022), el consideren una subespècie de la merla roquera de Sharpe (Monticola sharpei erythronotus).